# マテウス・ルセナ・ドス・サントス
マテウス・カラメロ（Mateus Caramelo）ことマテウス・ルセナ・ドス・サントス（ポルトガル語: Mateus Lucena dos Santos、1994年8月30日 - 2016年11月28日）は、ブラジルのサッカー選手。ポジションはDF。
ラミア航空2933便墜落事故に巻き込まれ、22歳で夭折した。

## クラブ歴
2009年にモジミリンECの下部組織に入団。2013年4月21日に行われたカンピオナート・パウリスタのサンパウロFC戦で初出場。その後2試合もスターティングメンバーとして出場したが、最終的にPK戦で敗れた。
2013年5月17日にチームメイトのホニとともにサンパウロに移籍。6月6日に行われたゴイアスEC戦で後半にマイコンに代わって投入されてカンピオナート・ブラジレイロ・セリエA初出場。しかし起用機会は少なく、2014年は1年間の契約でアトレチコ・ゴイアニエンセにレンタル移籍。カンピオナート・ゴイアーノではスターティングメンバー、カンピオナート・ブラジレイロ・セリエBでは控えとしての立ち位置であった。10月3日には生涯唯一となる得点をアメリカ・ミネイロから奪い、アウェーながらクラブに勝ち点1を齎した。2015年1月に同年12月までの契約でアソシアソン・シャペコエンセ・ジ・フチボウにレンタル移籍。しかしアポジの控えとしての立ち位置であったため、出場機会は少なかった。2016年1月にサンパウロに復帰したが、ブルーノ・ヴィエイラの控えであった。その後、フリオ・ブッファリーニが加入したため、8月に再びシャペコエンセに年末までの期限付き移籍となった。当初はジメネスの控えであったが、ポジションを奪った。しかし、11月28日にラミア航空2933便墜落事故に巻き込まれて死亡、享年は僅かに22であった。

## タイトル
シャペコエンセ
- コパ・スダメリカーナ: 2016(死後)[10]